# Tricnidactis errans
Tricnidactis errans is een zeeanemonensoort uit de familie Haliplanellidae. De anemoon komt uit het geslacht Tricnidactis. Tricnidactis errans werd in 1987 voor het eerst wetenschappelijk beschreven door De Oliveira Pires. 